# Denver Art Museum

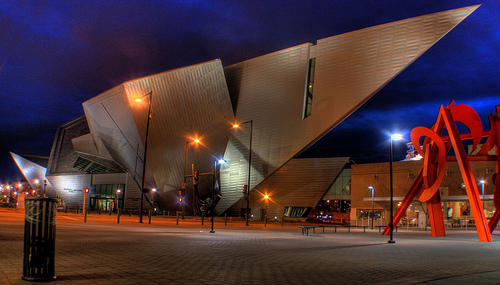
Frederic C. Hamilton-gebouw

Het Denver Art Museum, gevestigd in Denver (Colorado), heeft ruim 70.000 kunstwerken in zijn collectie en is daarmee een van de grootste kunstmusea in het gebied tussen Chicago en de westkust van de Verenigde Staten. De werken zijn verdeeld over negen permanente collecties: Afrikaanse kunst, Indiaanse kunst, Aziatische kunst, Europese en Amerikaanse kunst, moderne en hedendaagse kunst, precolumbiaanse kunst, fotografie, Spaans-koloniale kunst en West-Amerikaanse kunst.
Het museum werd in 1893 opgericht als de Denver Artists' Club, die in 1918 werd omgevormd tot museum. In de eerste helft van de vorige eeuw verhuisde het diverse malen, totdat het in 1949 gevestigd werd op zijn huidige locatie aan de Avenue Parkway. Een centrum voor kunstactiviteiten voor kinderen werd in de vroege jaren 50 toegevoegd, en in 1971 opende het door Giò Ponti ontworpen, 24-zijdige "North Building" zijn deuren. Op 7 oktober 2006 verdubbelde het museum bijna in grootte, door de opening van het Frederic C. Hamilton-gebouw. Dit is ontworpen door architect Daniel Libeskind, in samenwerking met Davis Partnership Architects uit Denver. De extreme geometrische structuur, opgebouwd uit 2.740 ton stalen balken, is bekleed met 270.000 m2 titanium dakleien. Het gebouw is geïnspireerd op zowel de nabijgelegen Rocky Mountains, als op de kristallen die gevonden worden in deze bergen.